# Lastfolgebetrieb

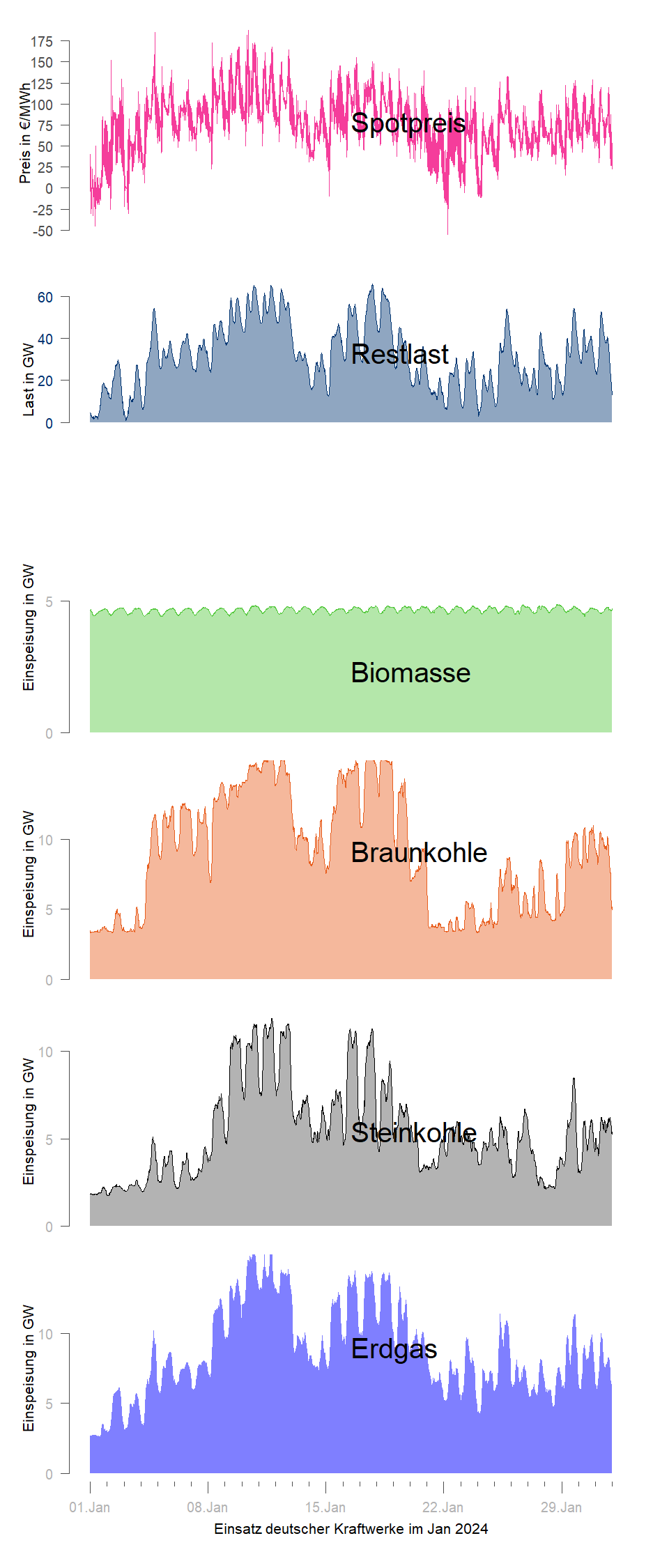
Spotpreis, Residuallast nach Abzug von Wind- und Solareinspeisung, und aggregierter tatsächlicher Einsatz verschiedener Erzeugungstypen in Deutschland und Luxemburg, Jan 2024, Daten Entso-E Transparenzplattform

Lastfolgebetrieb bedeutet, dass ein Kraftwerk seine Stromerzeugung dem Marktpreis und den Anforderungen des Übertragungsnetzbetreibers anpasst.
Der Begriff Lastfolgefähigkeit besagt, um wie viel Prozent die Leistung eines Kraftwerks in einer Zeitspanne erhöht oder gedrosselt werden kann.
Inwieweit der Kraftwerkseinsatz dem Marktpreis und den Notwendigkeiten der Lastdeckung tatsächlich folgt, hängt nicht nur von den hier beschriebenen technischen Flexibilitäten des Kraftwerks ab, sondern auch von den wirtschaftlichen Anreizen aus dem Marktdesign der Stromwirtschaft. Die Biomassekraftwerke (siehe Abbildung rechts) haben Flexibilitäten. Nach den Regelungen des Erneuerbare-Energien-Gesetz maximieren sie jedoch ihr Ergebnis, wenn sie unabhängig von Bedarf und Preis immer auf Maximallast fahren. Ganz anders sieht dies für Braunkohle-, Steinkohle- und Gaskraftwerke aus.

## Allgemeines
Folgende Begriffe sind im Zusammenhang mit der Fähigkeit eines Kraftwerks zum Lastfolgebetrieb wesentlich:

### Minimalleistung
Die Minimalleistung bzw. die Mindestbetriebsleistung sagt aus, bis auf wie viel Prozent der Nennleistung das Kraftwerk im Normalbetrieb heruntergefahren werden kann. Die Minimalleistung stellt also die unterste Grenze im Normalbetrieb des Kraftwerks dar. Sie wird i. d. R. in Prozent der Nennleistung des Kraftwerks angegeben. 45 % Minimalleistung bedeuten z. B. bei einem Kraftwerk mit 1.000 MW Nennleistung, dass die Leistung im Normalbetrieb bis auf 450 MW abgesenkt werden kann.
Alternativ wird auch der Begriff Leistungshub verwendet, d. h., die Differenz zwischen Minimal- und Nennleistung des Kraftwerks. 45 % Leistungshub bedeuten bei einem Kraftwerk mit 1.000 MW Nennleistung, dass die Leistung im Normalbetrieb bis auf 550 MW abgesenkt werden kann.

### Leistungsgradient
Der Leistungsgradient bzw. die Leistungsänderungsgeschwindigkeit gibt an, wie schnell das Kraftwerk seine Leistung steigern bzw. verringern kann. Der Leistungsgradient wird i. d. R. in Prozent der Nennleistung pro Minute angegeben. 10 % Leistungsänderungsgeschwindigkeit (korrekt: 10 %-Punkte/min) bedeuten bei einem Kraftwerk mit 1.000 MW Nennleistung, dass die Leistung im Normalbetrieb um bis zu 100 MW pro Minute erhöht bzw. abgesenkt werden kann.

## Kraftwerkstyp
Nicht jeder Kraftwerkstyp ist für den Lastfolgebetrieb geeignet. Die folgende Tabelle gibt einen Überblick über die Kraftwerkstypen, die für den Lastfolgebetrieb geeignet sind:
| Kraftwerkstyp         | Minimalleistung (%) | Leistungsgradient (%/min)              | Leistungsgradient (MW/min)       | Zeitdauer                                                |
| --------------------- | ------------------- | -------------------------------------- | -------------------------------- | -------------------------------------------------------- |
| Gaskraftwerk          | 20                  | 20, bis 20                             |                                  |                                                          |
| GuD-Kraftwerk         | 33                  | 6                                      |                                  |                                                          |
| Kernkraftwerk         | 20, 30, 45, 50      | 2 bis 5, (3,8 bis 5,2), (5 bis 10), 10 | 30 bis 40; bis zu 65; bis zu 100 | 1 Stunde                                                 |
| Druckwasserreaktor    | 20, 45 bzw. 50      | (3,8 bis 5,2), 10                      |                                  | 15 Minuten, (10 bis 40 Min.), 60 Min., (3 bis 4 Stunden) |
| Siedewasserreaktor    | 20, 35 bzw. 60      | (1,1 bis 4,6), 10                      |                                  | (10 bis 35 Minuten), (1,8 Stunden)                       |
| Kohlekraftwerk        |                     | 3 bis 4                                |                                  |                                                          |
| Braunkohlekraftwerk   | 40                  | 3                                      |                                  |                                                          |
| Steinkohlekraftwerk   | 38                  | 4                                      |                                  |                                                          |
| Laufkraftwerk         | nahezu 0            |                                        |                                  |                                                          |
| Pumpspeicherkraftwerk | 0                   | bis 200                                |                                  |                                                          |

1. ↑  Siedewasserreaktor im Bereich zwischen 60 und 100 % der Nennleistung
2. ↑  Die Anlage ist auf Eigenbedarf gehalten
3. ↑  Vorkonvoi- und Konvoi-Anlagen
4. ↑  Oberhalb von 80 % der Nennleistung
5. ↑  Leistungsabsenkung
6. ↑  Von 50 % bis auf 90 % der Volllast und weitere 10 Stunden bis 100 % der Volllast
7. ↑  Ein Lastfolgebetrieb ist bei Laufkraftwerken zwar technisch möglich, wird aber nicht durchgeführt, da aufgrund anderer Aspekte wie etwa der Pegelhaltung der Flüsse ein gleichmäßiger Betrieb bevorzugt wird.

## Gaskraftwerk
Für ein Gaskraftwerk werden als Minimalleistung 20 % der Nennleistung angegeben, für ein GuD-Kraftwerk 33 %. Bei Minimalleistung weisen aber beide Kraftwerkstypen eine z. T. erhebliche Verringerung des Wirkungsgrades auf. Als Leistungsgradienten werden für ein Gaskraftwerk 20 % der Nennleistung pro Minute angegeben, für ein GuD-Kraftwerk 6 %.

## Kernkraftwerk
Die Fähigkeit zum Lastfolgebetrieb war für die meisten deutschen Kernkraftwerke (KKW) ein konzeptbestimmendes Auslegungskriterium. Daher sind die Kernüberwachung und die Reaktorregelung schon beim Entwurf der Reaktoren so ausgelegt worden, dass keine nachträgliche Ertüchtigung der Anlagen für den Lastfolgebetrieb nötig ist. Die bayerische Staatsregierung antwortete auf Anfrage, dass alle bayerischen KKW für den Lastfolgebetrieb ausgelegt sind.
Deutsche KKW, die im Lastfolgebetrieb gefahren wurden, sind z. B. Emsland, Grafenrheinfeld, Gundremmingen Block B und C, Isar 2, Neckarwestheim 1, und Philippsburg 1. Für die deutschen KKW werden als Minimalleistung 20, 30, 45 oder 50 % der Nennleistung angegeben. Als Leistungsgradienten werden (2 bis 5), (3,8 bis 5,2), (5 bis 10) oder 10 % der Nennleistung pro Minute bzw. 65 oder bis zu 100 MW pro Minute angegeben.
In Frankreich werden etwa 40 KKW im Lastfolgebetrieb gefahren. Die französischen KKW sind daraufhin ausgelegt (u. a. mit speziellen Steuerstäben), dass sie ihre Leistung innerhalb von 30 min von 100 % der Nennleistung bis auf 20 % verringern können bzw. in demselben Zeitraum die Leistung von 20 bis auf 100 % steigern können. Der Leistungsgradient liegt bei 30 bis 40 MW/min.

### Druckwasserreaktor
Für deutsche Druckwasserreaktoren (DWR) werden als Minimalleistung 20, 45 (bzw. 50) % der Nennleistung angegeben. Als Leistungsgradienten werden 3,8 bis 5,2 bzw. 10 % der Nennleistung pro Minute angegeben.
Bei DWR sind sowohl bei Leistungserhöhungen als auch bei Leistungsreduzierungen Laständerungen von 50 % der Nennleistung in einer Zeit von maximal einer Viertelstunde möglich. Eine noch höhere Lastfolgefähigkeit ist im Bereich oberhalb von 80 % der Nennleistung mit maximalen Leistungsgradienten von bis zu 10 % der Nennleistung pro Minute möglich.
Für das KKW Isar 2 wurden die folgenden Leistungsgradienten im Betriebshandbuch festgelegt: 2 % pro Minute bei Leistungsänderungen im Bereich von 20 bis 100 % der Nennleistung, 5 % pro Minute im Bereich von 50 bis 100 % der Nennleistung und 10 % pro Minute im Bereich von 80 bis 100 % der Nennleistung.

### Siedewasserreaktor
Für deutsche Siedewasserreaktoren (SWR) werden als Minimalleistung 20, 35 bzw. 60 % der Nennleistung angegeben. Als Leistungsgradienten werden 1,1 bis 4,6 bzw. 10 % der Nennleistung pro Minute angegeben.
Die Leistungsregelung beim SWR erfolgt entweder durch die Variation des Kühlmitteldurchsatzes (Umwälzregelbereich) oder durch das Aus- bzw. Einfahren von Steuerstäben. Über den Umwälzregelbereich hinaus werden Leistungsänderungen durch das Verfahren von Steuerelementen realisiert, so dass Leistungshübe zwischen ca. 20 und 100 % möglich sind.

## Kohlekraftwerk

### Braunkohlekraftwerk
Für ein Braunkohlekraftwerk wird als Minimalleistung 40 % der Nennleistung angegeben. Bei Minimalleistung tritt eine Verringerung des Wirkungsgrades ein. Als Leistungsgradient wird 3 % der Nennleistung pro Minute angegeben.

### Steinkohlekraftwerk
Für ein Steinkohlekraftwerk werden als Minimalleistung 38 (bzw. 40 %) % der Nennleistung angegeben. Bei Minimalleistung tritt eine Verringerung des Wirkungsgrades ein. Als Leistungsgradienten werden 4 (bzw. 3 bis 6 %) der Nennleistung pro Minute angegeben.

## Wasserkraftwerk
Wasserkraftwerke sind unter bestimmten Voraussetzungen (u. a. ausreichend großer Stauraum, Variation des Stauziels) für den Lastfolgebetrieb geeignet.